# Bataille de Schliengen
Première Coalition
Batailles
La bataille de Schliengen a eu lieu à Schliengen dans l'actuel Bade-Wurtemberg entre l'Autriche et la France le 24 octobre 1796.
Elle est chronologiquement située entre la bataille d'Emmendingen et le siège de Kehl.
Français et Autrichiens revendiquent la victoire à l'époque mais les historiens militaires conviennent généralement que les Autrichiens ont gagné un avantage stratégique. La bataille est commémorée sur un monument à Vienne et sur l'Arc de triomphe à Paris.